# Xiao Juan and Residents From the Valley
Xiao Juan and Residents From the Valley (小娟和山谷里的居民) es una banda de música folk de China, fue fundada en 1998, por Wang Xiujuan (nombre artístico de Xiao Juan) como líder y vocalista. Ella nació en Wuhan, provincia de Hubei, y empezó a incursionar en el canto cuando tenía unos 3 años de edad. Estudió finanzas y derecho, pero decidió tener una carrera para dedicarse a la música. En 1993, llegó a Pekín, siendo todavía una estudiante de la universidad y comenzó a escribir canciones. Ella se convirtió con el tiempo en una cantautora profesional. Fue la primera intérprete femenina que se dedicó a la música electrónica, luego de haber compartido los escenarios junto al grupo Gemini Trip. Xiao Juan tiene una discapacidad que le impide trasladarse sin dificultades.
La banda estaba formada principalmente por Xiao Juan, Li Qiang (nombre artístico Xiao Qiang) y Yu Zhou. Li, alma gemela de Xiao Juan, comenzó aprender a tocar la guitarra cuando tenía unos 15 años de edad. Yu Zhou era el baterista de la banda. Fue arrestado por ser un miembro de un Falun Gong y falleció en prisión, por algunas circunstancias que no han sido aclaradas, eso sucedió el 6 de febrero de 2008.
Liu Xiaoguang (flauta, armónica y teclados), se unió a la banda en 2008 y Arai Soichiro (batería) en 2009. Liu se especializó en saxofón y piano y Soichiro fue jefe de percusionistas de la Orquesta Sinfónica Juvenil de Hong Kong.
En 2010, la banda visitó Taiwán y escribió un álbum From Taipei to Tamshui como resultado del viaje. Para este álbum, la banda seleccionó 15 canciones clásicas de folk taiwanesas y las remodelaron.

## Discografía
Álbumes:
- The Past As The Wind (2005)
- Recalling The Past (2007)
- Red Cloth And Green Flower (2008)
- From Taipei to Tamshui (2010)